# Judaisme ortodox modern

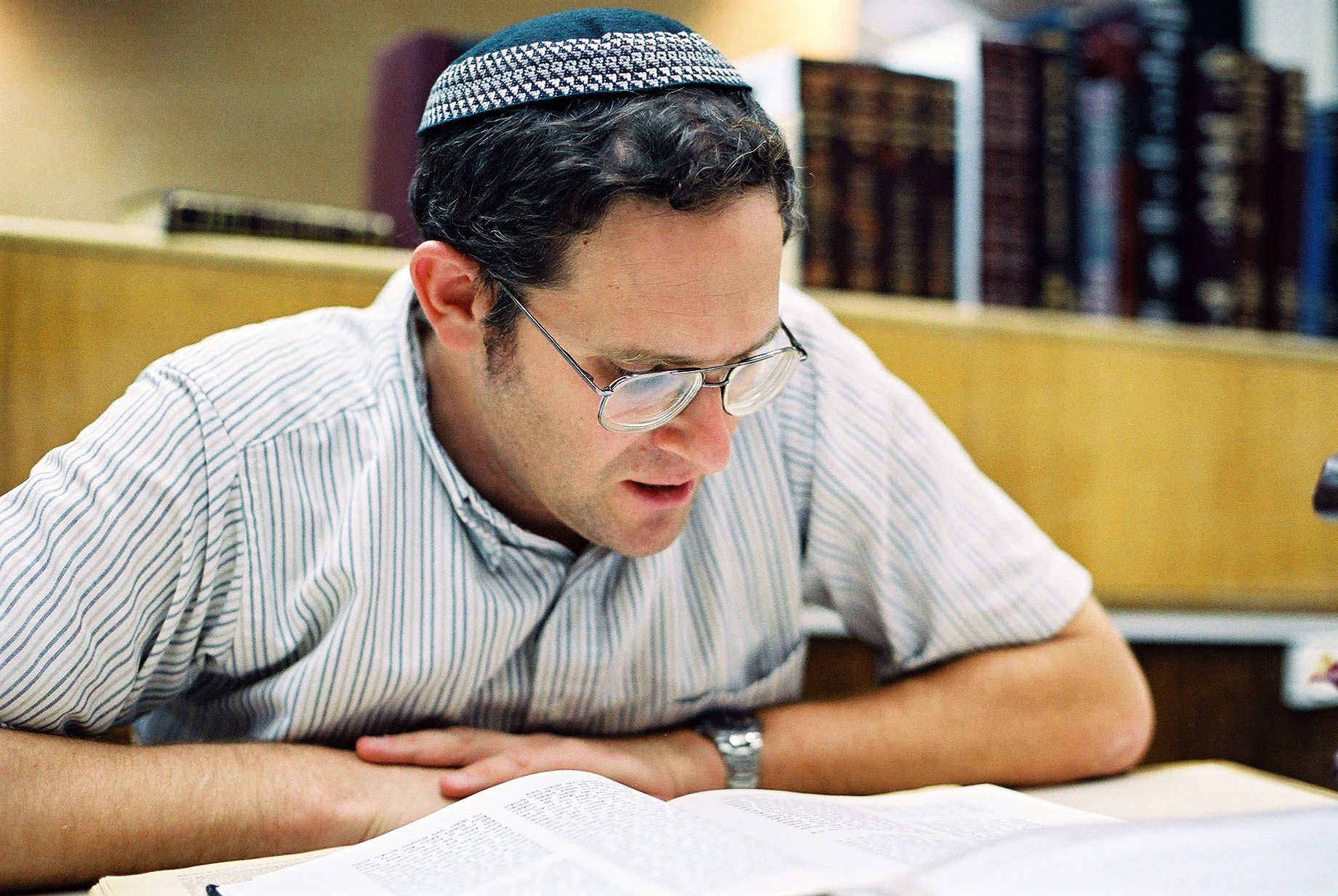
Rabí Moshe Lichtenstein, un rabí ortodox modern, Rosh Yeshiva de la Yeshiva Har Etzion.

El judaisme ortodox modern és un moviment dins del judaisme ortodox que tracta de trobar un balanç entre els valors jueus i l'observança de la llei jueva amb el món laic i modern. L'ortodòxia moderna es basa en diversos ensenyaments i filosofies, si bé manté en comú amb la resta del judaisme ortodox en què considera el Xulhan Arukh com normatiu.
No obstant això, en els Estats Units i en general en el món occidental, domina la "ortodòxia centrista", basada en una filosofia anomenada: Torà Umadà ("la Torà i el coneixement [científic]"). A Israel, el moviment ortodox modern està dominat pel sionisme religiós, però, encara que no idèntics, aquests moviments comparteixen molts dels mateixos valors i molts dels seguidors.